# Liste des monuments historiques protégés en 1952
Cet article recense les monuments historiques français classés ou inscrits en 1952.

## Protections
| Édifice                                                                       | Commune                     | Département          | Région                     | Protection | Base Mérimée                         | Coordonnées                        | Image |
| ----------------------------------------------------------------------------- | --------------------------- | -------------------- | -------------------------- | ---------- | ------------------------------------ | ---------------------------------- | ----- |
| Église Saint-Denis                                                            | Chazemais                   | Allier               | Auvergne-Rhône-Alpes       | inscrit    | « PA00093058 », notice no PA00093058 | 46° 28′ 58″ nord, 2° 31′ 35″ est   |       |
| Château de Souys                                                              | Saint-Menoux                | Allier               | Auvergne-Rhône-Alpes       | inscrit    | « PA00093279 », notice no PA00093279 | 46° 35′ 21″ nord, 3° 10′ 42″ est   |       |
| Chapelle de l'Immaculée-Conception des Pénitents gris                         | Sospel                      | Alpes-Maritimes      | Provence-Alpes-Côte d'Azur | inscrit    | « PA00080861 », notice no PA00080861 | 43° 52′ 37″ nord, 7° 26′ 51″ est   |       |
| Ancienne église de Saint-Jean-de-Muzols                                       | Saint-Jean-de-Muzols        | Ardèche              | Auvergne-Rhône-Alpes       | classé     | « PA00116789 », notice no PA00116789 | 45° 05′ 01″ nord, 4° 48′ 52″ est   |       |
| Château de Hautvillars                                                        | Silhac                      | Ardèche              | Auvergne-Rhône-Alpes       | inscrit    | « PA00116820 », notice no PA00116820 | 44° 51′ 36″ nord, 4° 36′ 11″ est   |       |
| Château-bas de Sedan                                                          | Sedan                       | Ardennes             | Grand Est                  | classé     | « PA00078517 », notice no PA00078517 | 49° 42′ 08″ nord, 4° 56′ 51″ est   |       |
| Grotte de la Vache                                                            | Alliat                      | Ariège               | Occitanie                  | inscrit    | « PA00093766 », notice no PA00093766 | 42° 49′ 08″ nord, 1° 35′ 12″ est   |       |
| Porte Calvières                                                               | Alet-les-Bains              | Aude                 | Occitanie                  | inscrit    | « PA00102533 », notice no PA00102533 | 42° 59′ 45″ nord, 2° 15′ 26″ est   |       |
| Maison                                                                        | Narbonne                    | Aude                 | Occitanie                  | classé     | « PA11000042 », notice no PA11000042 | 43° 11′ 03″ nord, 3° 00′ 21″ est   |       |
| Croix de chemin                                                               | Plaigne                     | Aude                 | Occitanie                  | inscrit    | « PA00102861 », notice no PA00102861 | 43° 10′ 21″ nord, 1° 48′ 46″ est   |       |
| Pyramide                                                                      | Puichéric                   | Aude                 | Occitanie                  | inscrit    | « PA00102870 », notice no PA00102870 | 43° 13′ 55″ nord, 2° 38′ 36″ est   |       |
| Église Saint-Étienne                                                          | Roquefeuil                  | Aude                 | Occitanie                  | inscrit    | « PA00102878 », notice no PA00102878 | 42° 49′ 10″ nord, 1° 59′ 42″ est   |       |
| Église Saint-Martin                                                           | Saint-Martin-Lalande        | Aude                 | Occitanie                  | inscrit    | « PA00102884 », notice no PA00102884 | 43° 17′ 58″ nord, 2° 01′ 15″ est   |       |
| Croix discoïdale                                                              | Saint-Paulet                | Aude                 | Occitanie                  | inscrit    | « PA00102893 », notice no PA00102893 | 43° 24′ 29″ nord, 1° 52′ 31″ est   |       |
| Château de Celeyran                                                           | Salles-d'Aude               | Aude                 | Occitanie                  | classé     | « PA00102899 », notice no PA00102899 | 43° 13′ 47″ nord, 3° 05′ 18″ est   |       |
| Maison Azalbert                                                               | Villerouge-Termenès         | Aude                 | Occitanie                  | inscrit    | « PA00102926 », notice no PA00102926 | 43° 00′ 25″ nord, 2° 37′ 39″ est   |       |
| Chapelle des Bernardines ex chapelle du lycée Thiers                          | Marseille                   | Bouches-du-Rhône     | Provence-Alpes-Côte d'Azur | classé     | « PA00081330 », notice no PA00081330 | 43° 17′ 47″ nord, 5° 22′ 54″ est   |       |
| Château de Béneauville                                                        | Chicheboville               | Calvados             | Normandie                  | inscrit    | « PA00111225 », notice no PA00111225 | 49° 06′ 28″ nord, 0° 12′ 19″ ouest |       |
| Maison à pans de bois                                                         | Pont-l'Evêque               | Calvados             | Normandie                  | inscrit    | « PA00111609 », notice no PA00111609 | 49° 17′ 05″ nord, 0° 10′ 58″ est   |       |
| Maison à pans de bois                                                         | Pont-l'Evêque               | Calvados             | Normandie                  | inscrit    | « PA00111614 », notice no PA00111614 | 49° 17′ 05″ nord, 0° 10′ 55″ est   |       |
| Maison à pans de bois                                                         | Pont-l'Evêque               | Calvados             | Normandie                  | inscrit    | « PA00111612 », notice no PA00111612 | 49° 17′ 05″ nord, 0° 10′ 56″ est   |       |
| Maison à pans de bois                                                         | Pont-l'Evêque               | Calvados             | Normandie                  | inscrit    | « PA00111611 », notice no PA00111611 | 49° 17′ 05″ nord, 0° 10′ 57″ est   |       |
| Maison à pans de bois                                                         | Pont-l'Evêque               | Calvados             | Normandie                  | inscrit    | « PA00111613 », notice no PA00111613 | 49° 17′ 05″ nord, 0° 10′ 56″ est   |       |
| Vestiges de Fonds de Cabanes                                                  | Peyrusse                    | Cantal               | Auvergne-Rhône-Alpes       | inscrit    | « PA00093573 », notice no PA00093573 | 45° 11′ 24″ nord, 3° 04′ 15″ est   |       |
| Château du Breuil                                                             | Bonneuil                    | Charente             | Nouvelle-Aquitaine         | inscrit    | « PA00104253 », notice no PA00104253 | 45° 34′ 22″ nord, 0° 09′ 13″ ouest |       |
| Église Saint-Pierre de Bonneuil                                               | Bonneuil                    | Charente             | Nouvelle-Aquitaine         | inscrit    | « PA00104254 », notice no PA00104254 | 45° 34′ 34″ nord, 0° 08′ 25″ ouest |       |
| Église Saint-Trojan de Boutiers-Saint-Trojan                                  | Boutiers-Saint-Trojan       | Charente             | Nouvelle-Aquitaine         | inscrit    | « PA00104259 », notice no PA00104259 | 45° 41′ 52″ nord, 0° 17′ 14″ ouest |       |
| Église de Criteuil-la-Magdeleine                                              | Criteuil-la-Magdeleine      | Charente             | Nouvelle-Aquitaine         | inscrit    | « PA00104352 », notice no PA00104352 | 45° 32′ 16″ nord, 0° 12′ 58″ ouest |       |
| Église Saint-Médard de Ladiville                                              | Ladiville                   | Charente             | Nouvelle-Aquitaine         | inscrit    | « PA00104388 », notice no PA00104388 | 45° 30′ 53″ nord, 0° 03′ 55″ ouest |       |
| Château de Montmoreau                                                         | Montmoreau-Saint-Cybard     | Charente             | Nouvelle-Aquitaine         | classé     | « PA00104431 », notice no PA00104431 | 45° 24′ 00″ nord, 0° 07′ 45″ est   |       |
| Prieuré de Tusson                                                             | Tusson                      | Charente             | Nouvelle-Aquitaine         | inscrit    | « PA00104527 », notice no PA00104527 | 45° 55′ 59″ nord, 0° 03′ 54″ est   |       |
| Château de Matha                                                              | Matha                       | Charente-Maritime    | Nouvelle-Aquitaine         | classé     | « PA00104795 », notice no PA00104795 | 45° 51′ 55″ nord, 0° 19′ 20″ ouest |       |
| Église Saint-Pierre de Mornac                                                 | Mornac-sur-Seudre           | Charente-Maritime    | Nouvelle-Aquitaine         | inscrit    | « PA00104817 », notice no PA00104817 | 45° 42′ 23″ nord, 1° 01′ 59″ ouest |       |
| Chapelle de Glény                                                             | Servières-le-Château        | Corrèze              | Nouvelle-Aquitaine         | classé     | « PA00099897 », notice no PA00099897 | 45° 08′ 00″ nord, 2° 00′ 16″ est   |       |
| Tour de Colomba                                                               | Fozzano                     | Corse-du-Sud         | Corse                      | inscrit    | « PA00099093 », notice no PA00099093 | 41° 41′ 52″ nord, 9° 00′ 03″ est   |       |
| Deux menhirs                                                                  | Caurel                      | Côtes-d'Armor        | Bretagne                   | classé     | « PA00089059 », notice no PA00089059 | 48° 13′ 21″ nord, 3° 00′ 32″ ouest |       |
| Maison du Saint-Mitré                                                         | Dinan                       | Côtes-d'Armor        | Bretagne                   | inscrit    | « PA00089116 », notice no PA00089116 | 48° 27′ 14″ nord, 2° 02′ 34″ ouest |       |
| Hôtel de Beaumanoir (Dinan)                                                   | Dinan                       | Côtes-d'Armor        | Bretagne                   | classé     | « PA00089078 », notice no PA00089078 | 48° 27′ 15″ nord, 2° 02′ 35″ ouest |       |
| Chapelle Sainte-Suzanne                                                       | Mûr-de-Bretagne             | Côtes-d'Armor        | Bretagne                   | classé     | « PA00089349 », notice no PA00089349 | 48° 12′ 09″ nord, 2° 59′ 23″ ouest |       |
| Allée couverte du bourg et menhir indicateur                                  | Ploufragan                  | Côtes-d'Armor        | Bretagne                   | classé     | « PA00089475 », notice no PA00089475 | 48° 29′ 16″ nord, 2° 47′ 38″ ouest |       |
| Château de Lysandré                                                           | Plouha                      | Côtes-d'Armor        | Bretagne                   | inscrit    | « PA00089488 », notice no PA00089488 | 48° 39′ 33″ nord, 2° 56′ 27″ ouest |       |
| Chapelle Notre-Dame de Bonne-Nouvelle et croix                                | Trébeurden                  | Côtes-d'Armor        | Bretagne                   | inscrit    | « PA00089670 », notice no PA00089670 | 48° 46′ 26″ nord, 3° 34′ 35″ ouest |       |
| Chapelle Saint-Gorgon                                                         | Trégastel                   | Côtes-d'Armor        | Bretagne                   | inscrit    | « PA00089689 », notice no PA00089689 | 48° 49′ 11″ nord, 3° 29′ 56″ ouest |       |
| Château de Mursay                                                             | Échiré                      | Deux-Sèvres          | Nouvelle-Aquitaine         | classé     | « PA00101227 », notice no PA00101227 | 46° 22′ 37″ nord, 0° 28′ 13″ ouest |       |
| Château du Coudray-Salbart                                                    | Échiré                      | Deux-Sèvres          | Nouvelle-Aquitaine         | classé     | « PA00101229 », notice no PA00101229 | 46° 24′ 25″ nord, 0° 25′ 35″ ouest |       |
| Maison                                                                        | Beaumont-du-Périgord        | Dordogne             | Nouvelle-Aquitaine         | inscrit    | « PA00082343 », notice no PA00082343 | 44° 46′ 08″ nord, 0° 46′ 02″ est   |       |
| Maison                                                                        | Beaumont-du-Périgord        | Dordogne             | Nouvelle-Aquitaine         | inscrit    | « PA00082345 », notice no PA00082345 | 44° 46′ 07″ nord, 0° 46′ 03″ est   |       |
| Maison                                                                        | Beaumont-du-Périgord        | Dordogne             | Nouvelle-Aquitaine         | inscrit    | « PA00082348 », notice no PA00082348 | 44° 46′ 08″ nord, 0° 46′ 01″ est   |       |
| Maisons                                                                       | Beaumont-du-Périgord        | Dordogne             | Nouvelle-Aquitaine         | inscrit    | « PA00082352 », notice no PA00082352 | 44° 46′ 10″ nord, 0° 46′ 00″ est   |       |
| Marché couvert de Beaumont-du-Périgord                                        | Beaumont-du-Périgord        | Dordogne             | Nouvelle-Aquitaine         | inscrit    | « PA00082354 », notice no PA00082354 | 44° 46′ 08″ nord, 0° 46′ 02″ est   |       |
| Maison                                                                        | Beaumont-du-Périgord        | Dordogne             | Nouvelle-Aquitaine         | inscrit    | « PA00082344 », notice no PA00082344 | 44° 46′ 08″ nord, 0° 46′ 04″ est   |       |
| Maison à cornière                                                             | Beaumont-du-Périgord        | Dordogne             | Nouvelle-Aquitaine         | inscrit    | « PA00082346 », notice no PA00082346 | 44° 46′ 07″ nord, 0° 46′ 02″ est   |       |
| Maison                                                                        | Beaumont-du-Périgord        | Dordogne             | Nouvelle-Aquitaine         | inscrit    | « PA00082350 », notice no PA00082350 | 44° 46′ 09″ nord, 0° 46′ 01″ est   |       |
| Maison                                                                        | Beaumont-du-Périgord        | Dordogne             | Nouvelle-Aquitaine         | inscrit    | « PA00082353 », notice no PA00082353 | 44° 46′ 11″ nord, 0° 46′ 00″ est   |       |
| Maison                                                                        | Beaumont-du-Périgord        | Dordogne             | Nouvelle-Aquitaine         | inscrit    | « PA00082349 », notice no PA00082349 | 44° 46′ 08″ nord, 0° 46′ 01″ est   |       |
| Maison à cornière                                                             | Beaumont-du-Périgord        | Dordogne             | Nouvelle-Aquitaine         | inscrit    | « PA00082347 », notice no PA00082347 | 44° 46′ 07″ nord, 0° 46′ 03″ est   |       |
| Maisons                                                                       | Beaumont-du-Périgord        | Dordogne             | Nouvelle-Aquitaine         | inscrit    | « PA00082351 », notice no PA00082351 | 44° 46′ 09″ nord, 0° 46′ 01″ est   |       |
| Porte de Luzier                                                               | Beaumont-du-Périgord        | Dordogne             | Nouvelle-Aquitaine         | inscrit    | « PA00082355 », notice no PA00082355 | 44° 46′ 08″ nord, 0° 46′ 01″ est   |       |
| Grotte de Rochereil (ou Rochereuil)                                           | Grand-Brassac               | Dordogne             | Nouvelle-Aquitaine         | classé     | « PA00082569 », notice no PA00082569 | 45° 18′ 08″ nord, 0° 32′ 11″ est   |       |
| Château de Neuvic                                                             | Neuvic                      | Dordogne             | Nouvelle-Aquitaine         | classé     | « PA00082712 », notice no PA00082712 | 45° 06′ 12″ nord, 0° 28′ 31″ est   |       |
| Château de Montaigne                                                          | Saint-Michel-de-Montaigne   | Dordogne             | Nouvelle-Aquitaine         | classé     | « PA00082876 », notice no PA00082876 | 44° 52′ 41″ nord, 0° 01′ 48″ est   |       |
| Manoir de la Tour ou château de Latour                                        | Sainte-Nathalène            | Dordogne             | Nouvelle-Aquitaine         | inscrit    | « PA00082880 », notice no PA00082880 | 44° 55′ 27″ nord, 1° 18′ 16″ est   |       |
| Église Saint-Denis de La Norville                                             | La Norville                 | Essonne              | Île-de-France              | inscrit    | « PA00087982 », notice no PA00087982 | 48° 35′ 02″ nord, 2° 15′ 36″ est   |       |
| Immeuble du 6 rue Auguste-Leprevost à Bernay                                  | Bernay                      | Eure                 | Normandie                  | classé     | « PA00099334 », notice no PA00099334 | 49° 05′ 21″ nord, 0° 35′ 45″ est   |       |
| Château d'Hellenvilliers                                                      | Grandvilliers               | Eure                 | Normandie                  | inscrit    | « PA00099449 », notice no PA00099449 | 48° 48′ 19″ nord, 1° 06′ 22″ est   |       |
| Église Saint-Pierre-et-Saint-Paul de Ménilles                                 | Ménilles                    | Eure                 | Normandie                  | inscrit    | « PA00099482 », notice no PA00099482 | 49° 02′ 00″ nord, 1° 22′ 15″ est   |       |
| Croix de cimetière du Mesnil-Jourdain                                         | Le Mesnil-Jourdain          | Eure                 | Normandie                  | classé     | « PA00099485 », notice no PA00099485 | 49° 10′ 37″ nord, 1° 06′ 43″ est   |       |
| Manoir du Blanc-Buisson                                                       | Saint-Pierre-du-Mesnil      | Eure                 | Normandie                  | inscrit    | « PA00099571 », notice no PA00099571 | 48° 56′ 20″ nord, 0° 33′ 52″ est   |       |
| Château du Champ de Bataille                                                  | Sainte-Opportune-du-Bosc    | Eure                 | Normandie                  | classé     | « PA00099562 », notice no PA00099562 | 49° 10′ 06″ nord, 0° 51′ 34″ est   |       |
| Château Saint-Jean de Nogent-le-Rotrou                                        | Nogent-le-Rotrou            | Eure-et-Loir         | Centre-Val de Loire        | classé     | « PA00097173 », notice no PA00097173 | 48° 18′ 51″ nord, 0° 49′ 14″ est   |       |
| Église Saint-Pierre-et-Saint-Paul                                             | Varize                      | Eure-et-Loir         | Centre-Val de Loire        | classé     | « PA00097232 », notice no PA00097232 | 48° 05′ 47″ nord, 1° 30′ 49″ est   |       |
| Chapelle Saint-Maudet de Lennon                                               | Lennon                      | Finistère            | Bretagne                   | inscrit    | « PA00090067 », notice no PA00090067 | 48° 11′ 43″ nord, 3° 55′ 14″ ouest |       |
| Place du Parlement                                                            | Bordeaux                    | Gironde              | Nouvelle-Aquitaine         | inscrit    | « PA00083284 », notice no PA00083284 | 44° 50′ 27″ nord, 0° 34′ 19″ ouest |       |
| Immeuble                                                                      | Bordeaux                    | Gironde              | Nouvelle-Aquitaine         | inscrit    | « PA00083287 », notice no PA00083287 | 44° 50′ 26″ nord, 0° 34′ 18″ ouest |       |
| Immeuble                                                                      | Bordeaux                    | Gironde              | Nouvelle-Aquitaine         | inscrit    | « PA00083289 », notice no PA00083289 | 44° 50′ 26″ nord, 0° 34′ 18″ ouest |       |
| Immeuble                                                                      | Bordeaux                    | Gironde              | Nouvelle-Aquitaine         | inscrit    | « PA00083297 », notice no PA00083297 | 44° 50′ 27″ nord, 0° 34′ 20″ ouest |       |
| Immeuble                                                                      | Bordeaux                    | Gironde              | Nouvelle-Aquitaine         | inscrit    | « PA00083285 », notice no PA00083285 | 44° 50′ 27″ nord, 0° 34′ 18″ ouest |       |
| Immeuble                                                                      | Bordeaux                    | Gironde              | Nouvelle-Aquitaine         | inscrit    | « PA00083292 », notice no PA00083292 | 44° 50′ 26″ nord, 0° 34′ 20″ ouest |       |
| Immeuble                                                                      | Bordeaux                    | Gironde              | Nouvelle-Aquitaine         | inscrit    | « PA00083294 », notice no PA00083294 | 44° 50′ 26″ nord, 0° 34′ 20″ ouest |       |
| Immeuble                                                                      | Bordeaux                    | Gironde              | Nouvelle-Aquitaine         | inscrit    | « PA00083295 », notice no PA00083295 | 44° 50′ 27″ nord, 0° 34′ 20″ ouest |       |
| Immeuble                                                                      | Bordeaux                    | Gironde              | Nouvelle-Aquitaine         | inscrit    | « PA00083286 », notice no PA00083286 | 44° 50′ 26″ nord, 0° 34′ 18″ ouest |       |
| Immeuble                                                                      | Bordeaux                    | Gironde              | Nouvelle-Aquitaine         | inscrit    | « PA00083288 », notice no PA00083288 | 44° 50′ 26″ nord, 0° 34′ 18″ ouest |       |
| Immeuble                                                                      | Bordeaux                    | Gironde              | Nouvelle-Aquitaine         | inscrit    | « PA00083291 », notice no PA00083291 | 44° 50′ 26″ nord, 0° 34′ 19″ ouest |       |
| Immeuble                                                                      | Bordeaux                    | Gironde              | Nouvelle-Aquitaine         | inscrit    | « PA00083293 », notice no PA00083293 | 44° 50′ 26″ nord, 0° 34′ 20″ ouest |       |
| Immeuble                                                                      | Bordeaux                    | Gironde              | Nouvelle-Aquitaine         | inscrit    | « PA00083301 », notice no PA00083301 | 44° 50′ 27″ nord, 0° 34′ 19″ ouest |       |
| Immeuble                                                                      | Bordeaux                    | Gironde              | Nouvelle-Aquitaine         | inscrit    | « PA00083302 », notice no PA00083302 | 44° 50′ 27″ nord, 0° 34′ 18″ ouest |       |
| Immeuble                                                                      | Bordeaux                    | Gironde              | Nouvelle-Aquitaine         | inscrit    | « PA00083298 », notice no PA00083298 | 44° 50′ 27″ nord, 0° 34′ 20″ ouest |       |
| Immeuble                                                                      | Bordeaux                    | Gironde              | Nouvelle-Aquitaine         | inscrit    | « PA00083290 », notice no PA00083290 | 44° 50′ 26″ nord, 0° 34′ 19″ ouest |       |
| Immeuble                                                                      | Bordeaux                    | Gironde              | Nouvelle-Aquitaine         | inscrit    | « PA00083296 », notice no PA00083296 | 44° 50′ 27″ nord, 0° 34′ 19″ ouest |       |
| Immeuble                                                                      | Bordeaux                    | Gironde              | Nouvelle-Aquitaine         | inscrit    | « PA00083299 », notice no PA00083299 | 44° 50′ 27″ nord, 0° 34′ 19″ ouest |       |
| Immeuble                                                                      | Bordeaux                    | Gironde              | Nouvelle-Aquitaine         | inscrit    | « PA00083300 », notice no PA00083300 | 44° 50′ 27″ nord, 0° 34′ 19″ ouest |       |
| Église Sainte-Rustice                                                         | Saint-Rustice               | Haute-Garonne        | Occitanie                  | inscrit    | « PA00094475 », notice no PA00094475 | 43° 48′ 19″ nord, 1° 19′ 42″ est   |       |
| Église Saint-Martin de Samouillan                                             | Samouillan                  | Haute-Garonne        | Occitanie                  | inscrit    | « PA00094484 », notice no PA00094484 | 43° 15′ 45″ nord, 0° 56′ 57″ est   |       |
| Petit séminaire (ou Hôtel d'Hautpoul)                                         | Toulouse                    | Haute-Garonne        | Occitanie                  | inscrit    | « PA00094636 », notice no PA00094636 |                                    |       |
| Citadelle de Verfeil                                                          | Verfeil                     | Haute-Garonne        | Occitanie                  | inscrit    | « PA00094654 », notice no PA00094654 | 43° 39′ 26″ nord, 1° 39′ 40″ est   |       |
| Immeuble                                                                      | Le Puy-en-Velay             | Haute-Loire          | Auvergne-Rhône-Alpes       | inscrit    | « PA00092775 », notice no PA00092775 | 45° 02′ 38″ nord, 3° 52′ 57″ est   |       |
| Église Saint-François                                                         | Annecy                      | Haute-Savoie         | Auvergne-Rhône-Alpes       | inscrit    | « PA00118344 », notice no PA00118344 | 45° 53′ 55″ nord, 6° 07′ 42″ est   |       |
| Chapelle Notre-Dame-de-l'Assomption-du-Plan                                   | Aragnouet                   | Hautes-Pyrénées      | Occitanie                  | classé     | « PA00095312 », notice no PA00095312 | 42° 46′ 51″ nord, 0° 11′ 42″ est   |       |
| Église Saint-Exupère d'Arreau                                                 | Arreau                      | Hautes-Pyrénées      | Occitanie                  | classé     | « PA00095320 », notice no PA00095320 | 42° 54′ 21″ nord, 0° 21′ 33″ est   |       |
| Église de l'Assomption de Sarriac-Bigorre                                     | Sarriac-Bigorre             | Hautes-Pyrénées      | Occitanie                  | inscrit    | « PA00095423 », notice no PA00095423 | 43° 22′ 56″ nord, 0° 07′ 50″ est   |       |
| Hôtel de Boyer de Sorgues                                                     | Béziers                     | Hérault              | Occitanie                  | inscrit    | « PA00103381 », notice no PA00103381 | 43° 20′ 37″ nord, 3° 12′ 51″ est   |       |
| Église Saint-Pierre de Lespignan                                              | Lespignan                   | Hérault              | Occitanie                  | inscrit    | « PA00103475 », notice no PA00103475 | 43° 16′ 15″ nord, 3° 10′ 30″ est   |       |
| Aven d'incinération du Suquet                                                 | Les Matelles                | Hérault              | Occitanie                  | classé     | « PA00103503 », notice no PA00103503 | 43° 44′ 16″ nord, 3° 47′ 26″ est   |       |
| Église Saint-Cyr-et-Sainte-Julitte de Pomérols                                | Pomérols                    | Hérault              | Occitanie                  | inscrit    | « PA00103666 », notice no PA00103666 | 43° 23′ 26″ nord, 3° 29′ 51″ est   |       |
| Fort de l’île Harbour                                                         | Dinard                      | Ille-et-Vilaine      | Bretagne                   | classé     | « PA00090540 », notice no PA00090540 | 48° 39′ 10″ nord, 2° 04′ 10″ ouest |       |
| Église Notre-Dame de Lye                                                      | Lye                         | Indre                | Centre-Val de Loire        | inscrit    | « PA00097387 », notice no PA00097387 | 47° 13′ 37″ nord, 1° 28′ 22″ est   |       |
| Château de Nohant                                                             | Nohant-Vic                  | Indre                | Centre-Val de Loire        | classé     | « PA00097411 », notice no PA00097411 | 46° 37′ 31″ nord, 1° 58′ 36″ est   |       |
| Église Saint-Laurent de Beaulieu-lès-Loches                                   | Beaulieu-lès-Loches         | Indre-et-Loire       | Centre-Val de Loire        | classé     | « PA00097562 », notice no PA00097562 | 47° 07′ 44″ nord, 1° 00′ 44″ est   |       |
| Église Saint-Médard de Chaumussay                                             | Chaumussay                  | Indre-et-Loire       | Centre-Val de Loire        | inscrit    | « PA00097645 », notice no PA00097645 | 46° 52′ 14″ nord, 0° 51′ 45″ est   |       |
| Église Notre-Dame de Ferrière-sur-Beaulieu                                    | Ferrière-sur-Beaulieu       | Indre-et-Loire       | Centre-Val de Loire        | inscrit    | « PA00097752 », notice no PA00097752 | 47° 08′ 23″ nord, 1° 02′ 15″ est   |       |
| Église Saint-Martin d'Étableaux                                               | Le Grand-Pressigny          | Indre-et-Loire       | Centre-Val de Loire        | inscrit    | « PA00097771 », notice no PA00097771 | 46° 54′ 55″ nord, 0° 48′ 20″ est   |       |
| Donjon d'Étableaux                                                            | Le Grand-Pressigny          | Indre-et-Loire       | Centre-Val de Loire        | inscrit    | « PA00097769 », notice no PA00097769 | 46° 54′ 34″ nord, 0° 48′ 46″ est   |       |
| Château d'Uzage                                                               | Huismes                     | Indre-et-Loire       | Centre-Val de Loire        | inscrit    | « PA00097777 », notice no PA00097777 | 47° 12′ 46″ nord, 0° 15′ 20″ est   |       |
| Prieuré des Roches-Saint-Paul                                                 | Ligré                       | Indre-et-Loire       | Centre-Val de Loire        | inscrit    | « PA00097811 », notice no PA00097811 | 47° 08′ 08″ nord, 0° 16′ 45″ est   |       |
| Église Saint-Barthélémy-et-Saint-Laurent de Loché-sur-Indrois                 | Loché-sur-Indrois           | Indre-et-Loire       | Centre-Val de Loire        | inscrit    | « PA00097819 », notice no PA00097819 | 47° 05′ 33″ nord, 1° 13′ 10″ est   |       |
| Pierre Saint-Martin                                                           | Luzillé                     | Indre-et-Loire       | Centre-Val de Loire        | classé     | « PA00097854 », notice no PA00097854 | 47° 15′ 18″ nord, 1° 02′ 58″ est   |       |
| Moulin de Touvoie                                                             | Rochecorbon                 | Indre-et-Loire       | Centre-Val de Loire        | inscrit    | « PA00098047 », notice no PA00098047 | 47° 25′ 18″ nord, 0° 45′ 11″ est   |       |
| Abbaye d'Acey                                                                 | Vitreux                     | Jura                 | Bourgogne-Franche-Comté    | inscrit    | « PA00102056 », notice no PA00102056 | 47° 15′ 42″ nord, 5° 39′ 25″ est   |       |
| Château de Villesavin                                                         | Tour-en-Sologne             | Loir-et-Cher         | Centre-Val de Loire        | classé     | « PA00098621 », notice no PA00098621 | 47° 32′ 48″ nord, 1° 30′ 51″ est   |       |
| Chapelle de la Madeleine de Saint-Germain-Laval                               | Saint-Germain-Laval         | Loire                | Auvergne-Rhône-Alpes       | inscrit    | « PA00117616 », notice no PA00117616 | 45° 49′ 49″ nord, 4° 00′ 37″ est   |       |
| Église de la Nativité-de-Saint-Jean-Baptiste de Saint-Jean-Soleymieux         | Saint-Jean-Soleymieux       | Loire                | Auvergne-Rhône-Alpes       | classé     | « PA00117630 », notice no PA00117630 | 45° 30′ 12″ nord, 4° 02′ 24″ est   |       |
| Couvent des Cordeliers de Charlieu                                            | Saint-Nizier-sous-Charlieu  | Loire                | Auvergne-Rhône-Alpes       | classé     | « PA00117654 », notice no PA00117654 | 46° 09′ 31″ nord, 4° 09′ 40″ est   |       |
| Abbatiale de Bonlieu                                                          | Sainte-Agathe-la-Bouteresse | Loire                | Auvergne-Rhône-Alpes       | inscrit    | « PA00117574 », notice no PA00117574 | 45° 44′ 00″ nord, 4° 02′ 34″ est   |       |
| Chapelle du Crucifix                                                          | Le Croisic                  | Loire-Atlantique     | Pays de la Loire           | inscrit    | « PA00108598 », notice no PA00108598 | 47° 17′ 02″ nord, 2° 30′ 19″ ouest |       |
| Château de Bois Chevalier                                                     | Legé                        | Loire-Atlantique     | Pays de la Loire           | inscrit    | « PA00108633 », notice no PA00108633 | 46° 54′ 43″ nord, 1° 34′ 15″ ouest |       |
| Hôtel Lelasseur (Chapelle de l'Oratoire)                                      | Nantes                      | Loire-Atlantique     | Pays de la Loire           | classé     | « PA00108665 », notice no PA00108665 | 47° 13′ 09″ nord, 1° 32′ 54″ ouest |       |
| Hôtel Saint-Pern                                                              | Nantes                      | Loire-Atlantique     | Pays de la Loire           | classé     | « PA00108670 », notice no PA00108670 | 47° 13′ 05″ nord, 1° 32′ 49″ ouest |       |
| Église Saint-Laurent des Arques                                               | Les Arques                  | Lot                  | Occitanie                  | classé     | « PA00094966 », notice no PA00094966 | 44° 36′ 06″ nord, 1° 15′ 05″ est   |       |
| Prieuré Notre-Dame de Laramière                                               | Laramière                   | Lot                  | Occitanie                  | inscrit    | « PA00095125 », notice no PA00095125 | 44° 21′ 19″ nord, 1° 52′ 41″ est   |       |
| Église Saint-Sulpice de Meyronne                                              | Meyronne                    | Lot                  | Occitanie                  | inscrit    | « PA00095167 », notice no PA00095167 | 44° 52′ 38″ nord, 1° 34′ 38″ est   |       |
| Château de Fréchou                                                            | Fréchou                     | Lot-et-Garonne       | Nouvelle-Aquitaine         | inscrit    | « PA00084123 », notice no PA00084123 | 44° 05′ 10″ nord, 0° 19′ 11″ est   |       |
| Église Sainte-Quitterie de Frégimont                                          | Frégimont                   | Lot-et-Garonne       | Nouvelle-Aquitaine         | inscrit    | « PA00084125 », notice no PA00084125 | 44° 16′ 38″ nord, 0° 27′ 29″ est   |       |
| Château de la Grangerie                                                       | Lannes                      | Lot-et-Garonne       | Nouvelle-Aquitaine         | inscrit    | « PA00084144 », notice no PA00084144 | 44° 02′ 20″ nord, 0° 18′ 33″ est   |       |
| Alignements du Bosc                                                           | Masquières                  | Lot-et-Garonne       | Nouvelle-Aquitaine         | inscrit    | « PA00084165 », notice no PA00084165 | 44° 23′ 45″ nord, 1° 01′ 37″ est   |       |
| Château du Bosc                                                               | Masquières                  | Lot-et-Garonne       | Nouvelle-Aquitaine         | inscrit    | « PA00084166 », notice no PA00084166 | 44° 24′ 04″ nord, 1° 01′ 43″ est   |       |
| Château de Poudenas                                                           | Poudenas                    | Lot-et-Garonne       | Nouvelle-Aquitaine         | inscrit    | « PA00084209 », notice no PA00084209 | 44° 02′ 49″ nord, 0° 12′ 34″ est   |       |
| Commanderie de Temple-sur-Lot                                                 | Temple-sur-Lot (Le)         | Lot-et-Garonne       | Nouvelle-Aquitaine         | inscrit    | « PA00084256 », notice no PA00084256 | 44° 22′ 47″ nord, 0° 31′ 25″ est   |       |
| Maison                                                                        | Montsoreau                  | Maine-et-Loire       | Pays de la Loire           | inscrit    | « PA00109215 », notice no PA00109215 | 47° 12′ 58″ nord, 0° 03′ 34″ est   |       |
| Église Saint-Pierre                                                           | Montsoreau                  | Maine-et-Loire       | Pays de la Loire           | inscrit    | « PA00109213 », notice no PA00109213 | 47° 12′ 59″ nord, 0° 03′ 17″ est   |       |
| Maison de la Dîme                                                             | Bellevigne-en-Layon         | Maine-et-Loire       | Pays de la Loire           | inscrit    | « PA00109242 », notice no PA00109242 | 47° 17′ 43″ nord, 0° 34′ 35″ ouest |       |
| Abbaye de Saint-Florent-le-Vieil                                              | Mauges-sur-Loire            | Maine-et-Loire       | Pays de la Loire           | inscrit    | « PA00109258 », notice no PA00109258 | 47° 21′ 47″ nord, 1° 01′ 04″ ouest |       |
| Chapelle des marins                                                           | Saint-Vaast-la-Hougue       | Manche               | Normandie                  | inscrit    | « PA00110607 », notice no PA00110607 | 49° 35′ 05″ nord, 1° 15′ 45″ ouest |       |
| Fort de la Pompelle                                                           | Puisieulx                   | Marne                | Grand Est                  | inscrit    | « PA00078771 », notice no PA00078771 | 49° 12′ 58″ nord, 4° 07′ 45″ est   |       |
| Hôtel de ville                                                                | Reims                       | Marne                | Grand Est                  | classé     | « PA00078795 », notice no PA00078795 | 49° 15′ 29″ nord, 4° 01′ 54″ est   |       |
| Place Royale                                                                  | Reims                       | Marne                | Grand Est                  | classé     | « PA00078822 », notice no PA00078822 | 49° 15′ 20″ nord, 4° 02′ 03″ est   |       |
| Immeubles                                                                     | Sainte-Menehould            | Marne                | Grand Est                  | inscrit    | « PA00078844 », notice no PA00078844 | 49° 05′ 33″ nord, 4° 53′ 53″ est   |       |
| Immeubles                                                                     | Sainte-Menehould            | Marne                | Grand Est                  | inscrit    | « PA00078843 », notice no PA00078843 | 49° 05′ 28″ nord, 4° 53′ 33″ est   |       |
| Maison à tourelle de la rue de la Harelle                                     | Château-Gontier             | Mayenne              | Pays de la Loire           | inscrit    | « PA00109488 », notice no PA00109488 | 47° 49′ 42″ nord, 0° 42′ 11″ ouest |       |
| Maison des Maires                                                             | Laval                       | Mayenne              | Pays de la Loire           | classé     | « PA00109544 », notice no PA00109544 | 48° 04′ 04″ nord, 0° 46′ 15″ ouest |       |
| Caserne Thiry                                                                 | Nancy                       | Meurthe-et-Moselle   | Grand Est                  | inscrit    | « PA00106101 », notice no PA00106101 | 48° 41′ 45″ nord, 6° 11′ 19″ est   |       |
| Pavillon Conti                                                                | Chambly                     | Oise                 | Hauts-de-France            | inscrit    | « PA00114577 », notice no PA00114577 | 49° 09′ 54″ nord, 2° 14′ 28″ est   |       |
| Hôtel de Luzy                                                                 | 6e arrondissement de Paris  | Paris                | Île-de-France              | inscrit    | « PA00088536 », notice no PA00088536 | 48° 50′ 58″ nord, 2° 20′ 02″ est   |       |
| Fontaine du Marché-aux-Carmes                                                 | 6e arrondissement de Paris  | Paris                | Île-de-France              | inscrit    | « PA00088517 », notice no PA00088517 | 48° 51′ 25″ nord, 2° 20′ 12″ est   |       |
| Hôtel de Seignelay                                                            | 7e arrondissement de Paris  | Paris                | Île-de-France              | classé     | « PA00088738 », notice no PA00088738 | 48° 51′ 40″ nord, 2° 19′ 19″ est   |       |
| Égout gallo-romain                                                            | Clermont-Ferrand            | Puy-de-Dôme          | Auvergne-Rhône-Alpes       | classé     | « PA00091996 », notice no PA00091996 | 45° 46′ 41″ nord, 3° 05′ 10″ est   |       |
| Maison à pans de bois                                                         | Maringues                   | Puy-de-Dôme          | Auvergne-Rhône-Alpes       | inscrit    | « PA00092168 », notice no PA00092168 | 45° 55′ 15″ nord, 3° 19′ 49″ est   |       |
| Grotte Etcheberriko-Kharbia                                                   | Camou-Cihigue               | Pyrénées-Atlantiques | Nouvelle-Aquitaine         | classé     | « PA00084370 », notice no PA00084370 | 43° 07′ 19″ nord, 0° 55′ 06″ ouest |       |
| Dolmen de Gasteynia                                                           | Mendive                     | Pyrénées-Atlantiques | Nouvelle-Aquitaine         | classé     | « PA00084447 », notice no PA00084447 | 43° 06′ 50″ nord, 1° 08′ 24″ ouest |       |
| Église Saint-Romain de Caldegas                                               | Bourg-Madame                | Pyrénées-Orientales  | Occitanie                  | classé     | « PA00103971 », notice no PA00103971 | 42° 26′ 29″ nord, 1° 57′ 53″ est   |       |
| Église Sainte-Marie de Corneilla-de-Conflent                                  | Corneilla-de-Conflent       | Pyrénées-Orientales  | Occitanie                  | classé     | « PA00104007 », notice no PA00104007 | 42° 34′ 02″ nord, 2° 22′ 53″ est   |       |
| Maison aux Lions (Lyon)                                                       | 5e arrondissement de Lyon   | Rhône                | Auvergne-Rhône-Alpes       | inscrit    | « PA00117913 », notice no PA00117913 | 45° 45′ 53″ nord, 4° 49′ 38″ est   |       |
| Palais archiépiscopal (Palais St Jean)                                        | 5e arrondissement de Lyon   | Rhône                | Auvergne-Rhône-Alpes       | inscrit    | « PA00117978 », notice no PA00117978 | 45° 45′ 37″ nord, 4° 49′ 39″ est   |       |
| Église Saint-Martin de Vauxrenard                                             | Vauxrenard                  | Rhône                | Auvergne-Rhône-Alpes       | inscrit    | « PA00118085 », notice no PA00118085 | 46° 12′ 33″ nord, 4° 38′ 37″ est   |       |
| Église Saint-Martin des Loges                                                 | Coudrecieux                 | Sarthe               | Pays de la Loire           | inscrit    | « PA00109725 », notice no PA00109725 | 47° 58′ 55″ nord, 0° 36′ 11″ est   |       |
| Église Saint-Michel de Saint-Michel-de-Chavaignes                             | Saint-Michel-de-Chavaignes  | Sarthe               | Pays de la Loire           | inscrit    | « PA00109950 », notice no PA00109950 | 48° 01′ 03″ nord, 0° 34′ 23″ est   |       |
| Église de l'Assomption-de-la-Vierge de Lanslebourg-Mont-Cenis                 | Lanslebourg-Mont-Cenis      | Savoie               | Auvergne-Rhône-Alpes       | inscrit    | « PA00118266 », notice no PA00118266 | 45° 17′ 08″ nord, 6° 52′ 30″ est   |       |
| Monument à Charles-Emmanuel II de Savoie                                      | Saint-Christophe            | Savoie               | Auvergne-Rhône-Alpes       | inscrit    | « PA00118293 », notice no PA00118293 | 45° 26′ 56″ nord, 5° 47′ 10″ est   |       |
| Église Saint-Georges du Prieuré                                               | Saint-Jeoire-Prieuré        | Savoie               | Auvergne-Rhône-Alpes       | inscrit    | « PA00118300 », notice no PA00118300 | 45° 32′ 00″ nord, 5° 59′ 39″ est   |       |
| Château du Bec-Crespin                                                        | Saint-Martin-du-Bec         | Seine-Maritime       | Normandie                  | inscrit    | « PA00101036 », notice no PA00101036 | 49° 35′ 51″ nord, 0° 12′ 27″ est   |       |
| Église des Trois-Patrons                                                      | Saint-Denis                 | Seine-Saint-Denis    | Île-de-France              | inscrit    | « PA00079956 », notice no PA00079956 | 48° 56′ 10″ nord, 2° 21′ 34″ est   |       |
| Gisement paléolithique de Saint-Acheul (Jardin archéologique de Saint-Acheul) | Amiens                      | Somme                | Hauts-de-France            | inscrit    | « PA00116057 », notice no PA00116057 | 49° 52′ 43″ nord, 2° 19′ 45″ est   |       |
| Hôtel-Dieu de Saint-Riquier                                                   | Saint-Riquier               | Somme                | Hauts-de-France            | inscrit    | « PA00116247 », notice no PA00116247 | 50° 08′ 08″ nord, 1° 56′ 45″ est   |       |
| Château du Travet                                                             | Labastide-Saint-Georges     | Tarn                 | Occitanie                  | inscrit    | « PA00095572 », notice no PA00095572 | 43° 41′ 52″ nord, 1° 49′ 27″ est   |       |
| Maison Belaygue                                                               | Bruniquel                   | Tarn-et-Garonne      | Occitanie                  | inscrit    | « PA00095716 », notice no PA00095716 | 44° 03′ 19″ nord, 1° 39′ 57″ est   |       |
| Château de Neuville-sur-Oise                                                  | Neuville-sur-Oise           | Val-d'Oise           | Île-de-France              | inscrit    | « PA00080143 », notice no PA00080143 | 49° 00′ 47″ nord, 2° 03′ 40″ est   |       |
| Chapelle de la Gayolle                                                        | La Celle                    | Var                  | Provence-Alpes-Côte d'Azur | classé     | « PA00081576 », notice no PA00081576 | 43° 23′ 54″ nord, 5° 58′ 41″ est   |       |
| Vestiges archéologiques de Saint-Cyr-sur-Mer                                  | Saint-Cyr-sur-Mer           | Var                  | Provence-Alpes-Côte d'Azur | inscrit    | « PA00081706 », notice no PA00081706 | 43° 10′ 11″ nord, 5° 41′ 44″ est   |       |
| Fontaine couverte                                                             | Avignon                     | Vaucluse             | Provence-Alpes-Côte d'Azur | inscrit    | « PA00081835 », notice no PA00081835 | 43° 56′ 24″ nord, 4° 49′ 55″ est   |       |
| Beffroi de Caromb                                                             | Caromb                      | Vaucluse             | Provence-Alpes-Côte d'Azur | inscrit    | « PA00081992 », notice no PA00081992 | 44° 06′ 38″ nord, 5° 06′ 30″ est   |       |
| Beffroi de Courthézon                                                         | Courthézon                  | Vaucluse             | Provence-Alpes-Côte d'Azur | inscrit    | « PA00082030 », notice no PA00082030 | 44° 05′ 11″ nord, 4° 53′ 02″ est   |       |
| Remparts de Monteux                                                           | Monteux                     | Vaucluse             | Provence-Alpes-Côte d'Azur | inscrit    | « PA00082084 », notice no PA00082084 | 44° 02′ 01″ nord, 4° 59′ 47″ est   |       |
| Église Notre-Dame-des-Sources de Fontaines                                    | Doix-lès-Fontaines          | Vendée               | Pays de la Loire           | classé     | « PA00110096 », notice no PA00110096 | 46° 25′ 20″ nord, 0° 49′ 06″ ouest |       |
| Église Saint-Pierre de Saint-Pierre-les-Églises                               | Chauvigny                   | Vienne               | Nouvelle-Aquitaine         | classé     | « PA00105414 », notice no PA00105414 | 46° 33′ 16″ nord, 0° 38′ 06″ est   |       |
| Église Notre-Dame de Coussay                                                  | Coussay                     | Vienne               | Nouvelle-Aquitaine         | inscrit    | « PA00105439 », notice no PA00105439 | 46° 50′ 15″ nord, 0° 12′ 21″ est   |       |
| Église Saint-Médard de Magné                                                  | Magné                       | Vienne               | Nouvelle-Aquitaine         | inscrit    | « PA00105518 », notice no PA00105518 | 46° 21′ 25″ nord, 0° 23′ 32″ est   |       |
| Hypogée des dunes                                                             | Poitiers                    | Vienne               | Nouvelle-Aquitaine         | classé     | « PA00105620 », notice no PA00105620 | 46° 34′ 32″ nord, 0° 21′ 33″ est   |       |
| Musée Rupert-de-Chièvres                                                      | Poitiers                    | Vienne               | Nouvelle-Aquitaine         | inscrit    | « PA00105652 », notice no PA00105652 | 46° 34′ 50″ nord, 0° 20′ 18″ est   |       |
| Église Sainte-Madeleine de Prinçay                                            | Prinçay                     | Vienne               | Nouvelle-Aquitaine         | inscrit    | « PA00105662 », notice no PA00105662 | 46° 56′ 01″ nord, 0° 14′ 57″ est   |       |
| Dolmen de Verrières                                                           | Verrières                   | Vienne               | Nouvelle-Aquitaine         | inscrit    | « PA00105767 », notice no PA00105767 | 46° 24′ 39″ nord, 0° 35′ 50″ est   |       |
| Menhir de Montacher-Villegardin                                               | Montacher-Villegardin       | Yonne                | Bourgogne-Franche-Comté    | inscrit    | « PA00113747 », notice no PA00113747 | 48° 08′ 53″ nord, 3° 02′ 42″ est   |       |
| Castel des Remparts                                                           | Villeneuve-sur-Yonne        | Yonne                | Bourgogne-Franche-Comté    | inscrit    | « PA00113950 », notice no PA00113950 | 48° 05′ 07″ nord, 3° 17′ 41″ est   |       |
| Aqueduc de Buc                                                                | Buc                         | Yvelines             | Île-de-France              | classé     | « PA00087387 », notice no PA00087387 | 48° 46′ 24″ nord, 2° 08′ 00″ est   |       |
| Nymphée de Chatou                                                             | Chatou                      | Yvelines             | Île-de-France              | classé     | « PA00087402 », notice no PA00087402 | 48° 53′ 32″ nord, 2° 09′ 40″ est   |       |
| Croix Saint-Jacques                                                           | Le Perray-en-Yvelines       | Yvelines             | Île-de-France              | inscrit    | « PA00087564 », notice no PA00087564 | 48° 40′ 52″ nord, 1° 50′ 31″ est   |       |
| Fontaine de Sainte-Mesme                                                      | Sainte-Mesme                | Yvelines             | Île-de-France              | classé     | « PA00087641 », notice no PA00087641 | 48° 31′ 50″ nord, 1° 57′ 38″ est   |       |